# Estação Primeira de Mangueira
Le Grêmio Recreativo Escola de Samba Estação Primeira de Mangueira est une école de samba de Rio de Janeiro,, l'une des plus anciennes et des plus traditionnelles. Elle a été fondée le 28 octobre 1928, au morro (colline) da Mangueira, près du quartier Maracanã, par Carlos Cachaça, Cartola, Zé Espinguela, entre autres. Elle a été à l'origine de plusieurs innovations dans le défilé de samba du Carnaval. Ses couleurs sont le vert et le rose et son nom provient du fait qu'elle était la première station ferroviaire à partir de la gare centrale (Central do Brasil) où la samba était présente.
L'école de samba de la Mangueira a été fortement associée à Jamelão, chanteur officiel des parades carnavalesques de l'école pendant 57 ans (de 1949 à 2006) et figure importante de la samba carioca. L'école a remporté le carnaval de Rio 2016 avec un défilé rendant hommage à la chanteuse Maria Bethânia. En 2019, l'école rend hommage à Esperança Garcia.
Entre les deux tours de l'élection présidentielle, est choisi le samba-enredo - samba à thème - qui représentera Mangueira au carnaval 2019. Les paroles sont un hommage à Marielle Franco.
Thème choisit par Mangueira pour le carnaval 2024 : A negra vox do amanhã !
Au carnaval 2024, la chanteuse Alcione est mise à l'honneur par Mangueira et intervient vocalement au début du clip officiel en reprenant le thème choisit pour le samba-enredo : Eu sou Alcione, a negra voz do amanhã ! (Je suis Alcione, la voix noire de demain !)

## Carnavals
| Année | 1932 | 1933 | 1934 | 1935 | 1936 | 1939 | 1940 | 1941 | 1942 |
| ----- | ---- | ---- | ---- | ---- | ---- | ---- | ---- | ---- | ---- |
| Div   | D1   | D1   | D1   | D1   | D1   | D1   | D1   | D1   | D1   |
| Année | 1943 | 1944 | 1945 | 1946 | 1947 | 1948 | 1949 | 1950 | 1951 |
| Div   | D1   | D1   | D1   | D1   | D1   | D1   | D1   | D1   | D1   |
| Année | 1952 | 1953 | 1954 | 1955 | 1956 | 1957 | 1958 | 1959 | 1960 |
| Div   | D1   | D1   | D1   | D1   | D1   | D1   | D1   | D1   | D1   |
| Année | 1961 | 1962 | 1963 | 1964 | 1965 | 1966 | 1967 | 1968 | 1969 |
| Div   | D1   | D1   | D1   | D1   | D1   | D1   | D1   | D1   | D1   |
| Année | 1970 | 1971 | 1972 | 1973 | 1974 | 1975 | 1976 | 1977 | 1978 |
| Div   | D1   | D1   | D1   | D1   | D1   | D1   | D1   | D1   | D1   |
| Année | 1979 | 1980 | 1981 | 1982 | 1983 | 1984 | 1984 | 1985 | 1986 |
| Div   | D1   | D1   | D1   | D1   | D1   | D1   | D1   | D1   | D1   |
| Année | 1987 | 1988 | 1989 | 1990 | 1991 | 1992 | 1993 | 1994 | 1995 |
| Div   | D1   | D1   | D1   | D1   | D1   | D1   | D1   | D1   | D1   |
| Année | 1996 | 1997 | 1998 | 1999 | 2000 | 2001 | 2002 | 2003 | 2004 |
| Div   | D1   | D1   | D1   | D1   | D1   | D1   | D1   | D1   | D1   |
| Année | 2005 | 2006 | 2007 | 2008 | 2009 | 2010 | 2011 | 2012 | 2013 |
| Div   | D1   | D1   | D1   | D1   | D1   | D1   | D1   | D1   | D1   |
| Année | 2014 | 2015 | 2016 | 2017 | 2018 | 2019 | 2020 | 2022 | 2023 |
| Div   | D1   | D1   | D1   | D1   | D1   | D1   | D1   | D1   | D1   |

## Données de l'école
| Palmarès | Palmarès | Titres |
|          | D1       | 20     |
| -------- | -------- | ------ |

Galerie
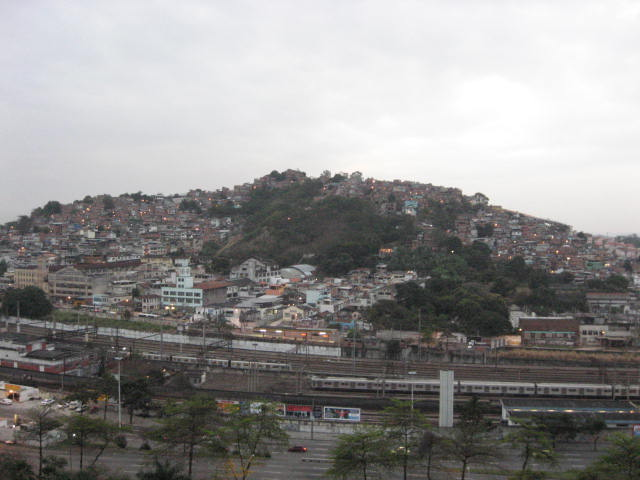
La colline de Mangueira, berceau de l'école de samba en 2008
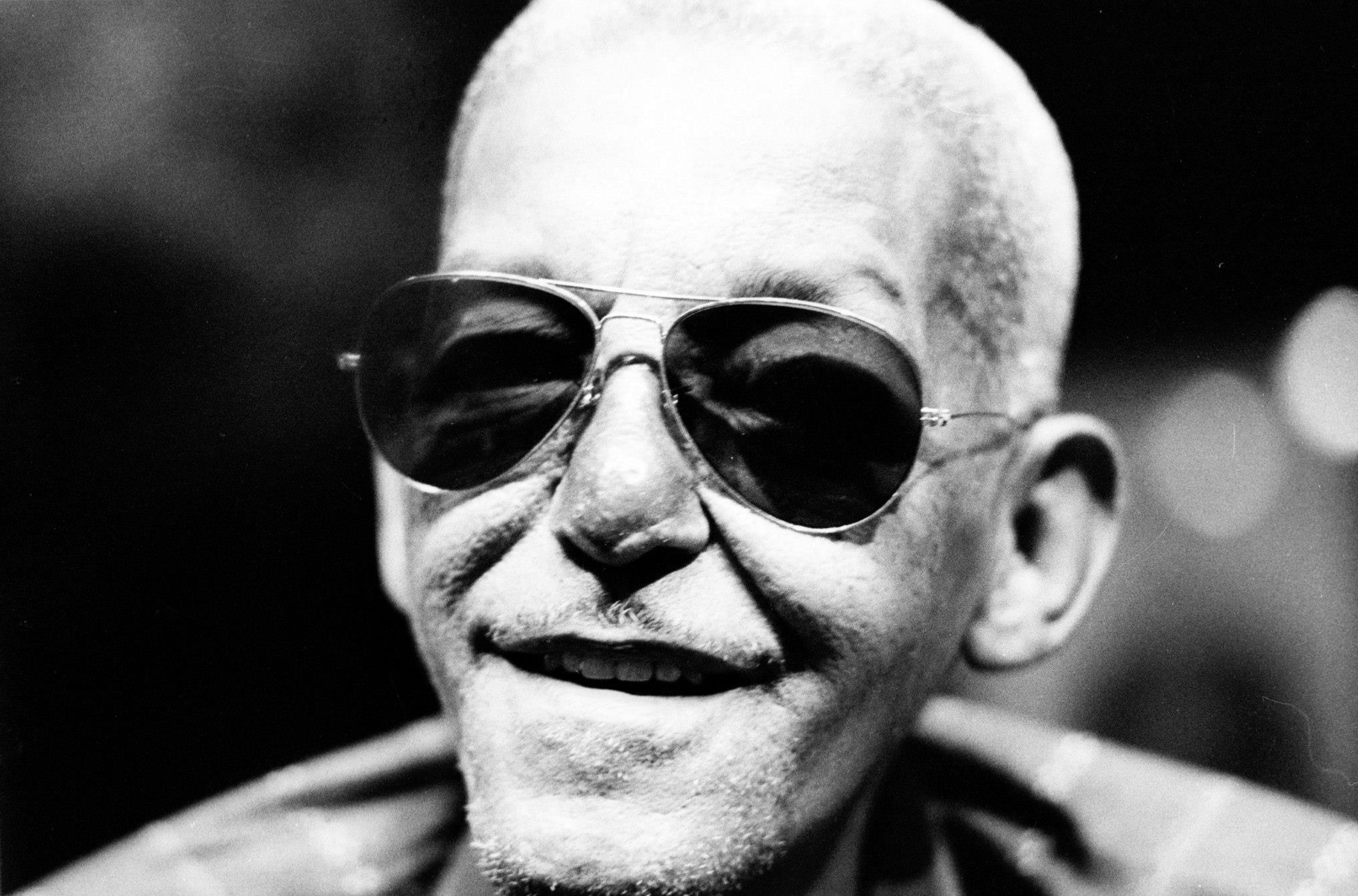
Le chanteur et compositeur Cartola, un des fondateurs de l'école
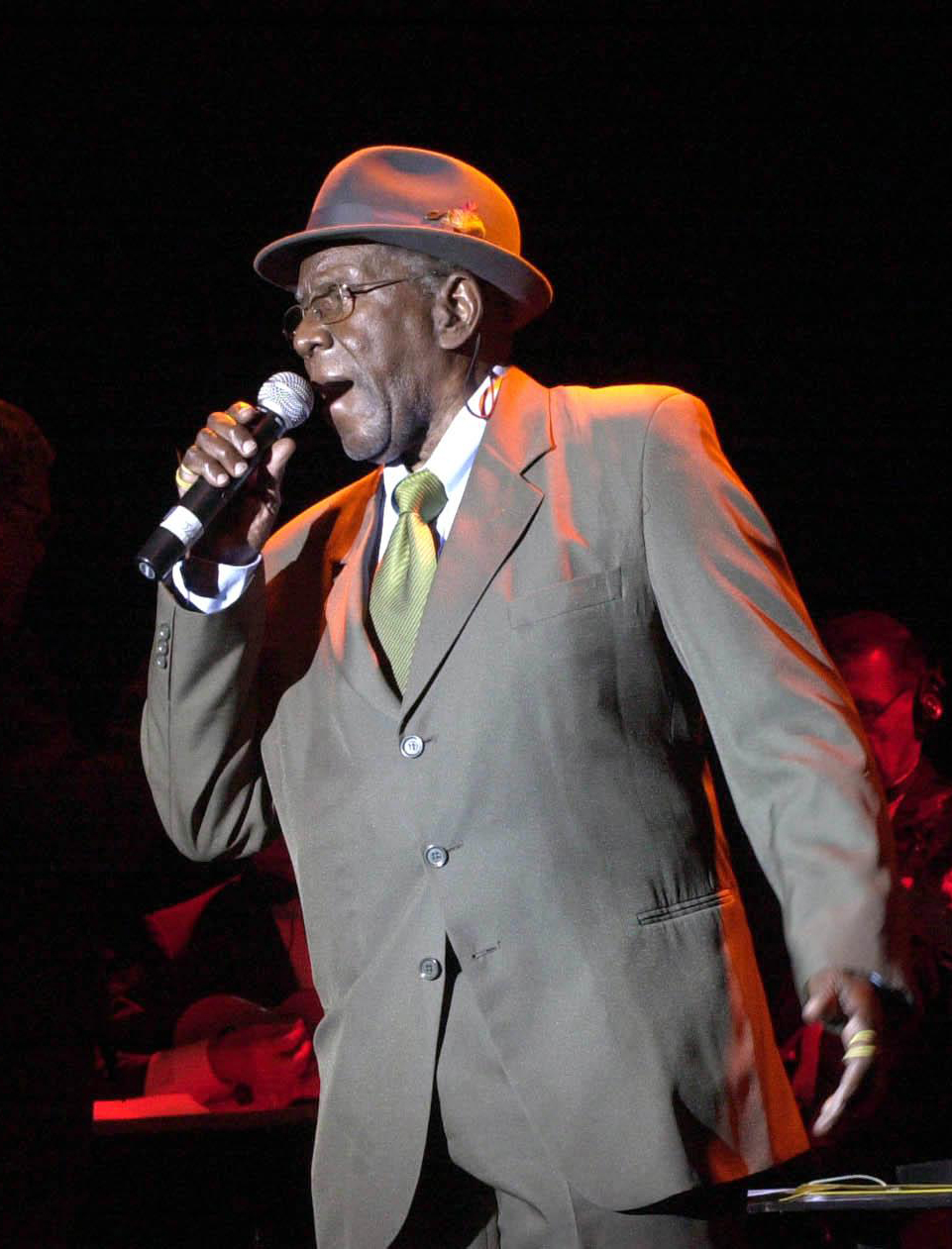
Jamelão, chanteur de la Mangueira pendant 57 ans
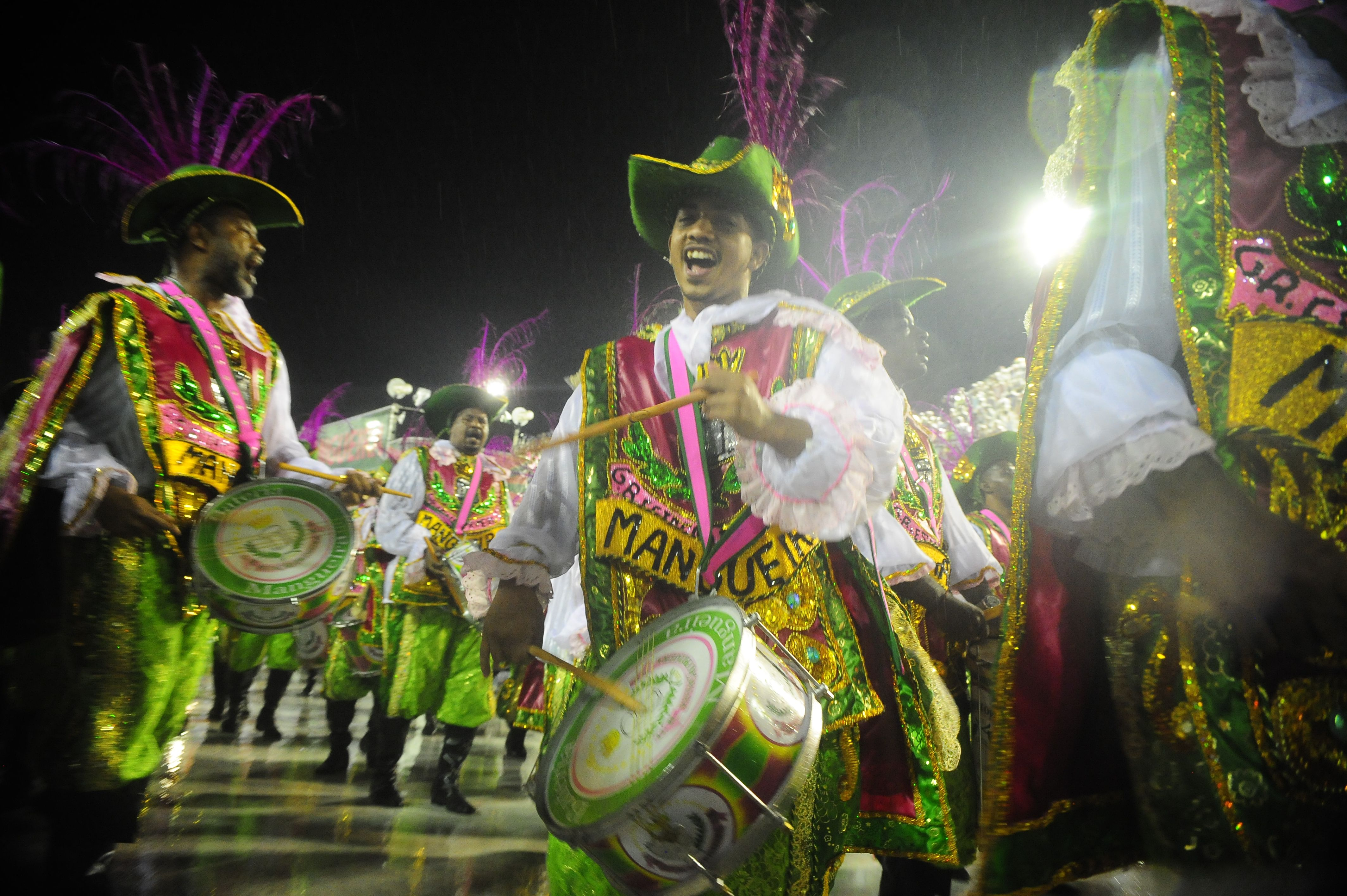
La batterie de la Mangueira pendant la parade du Carnaval en 2015
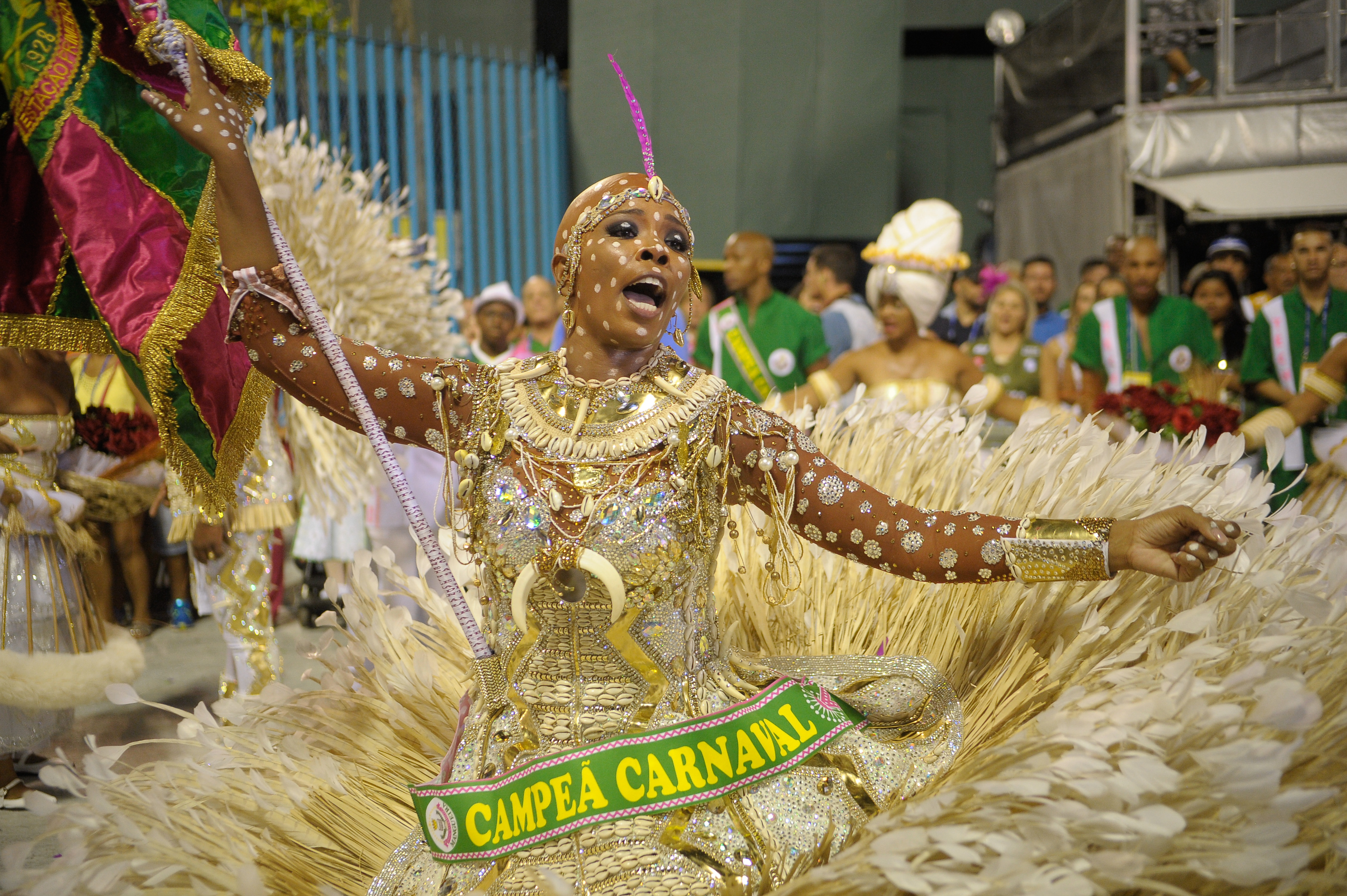
Porte-étendard pendant la parade des champions en 2016
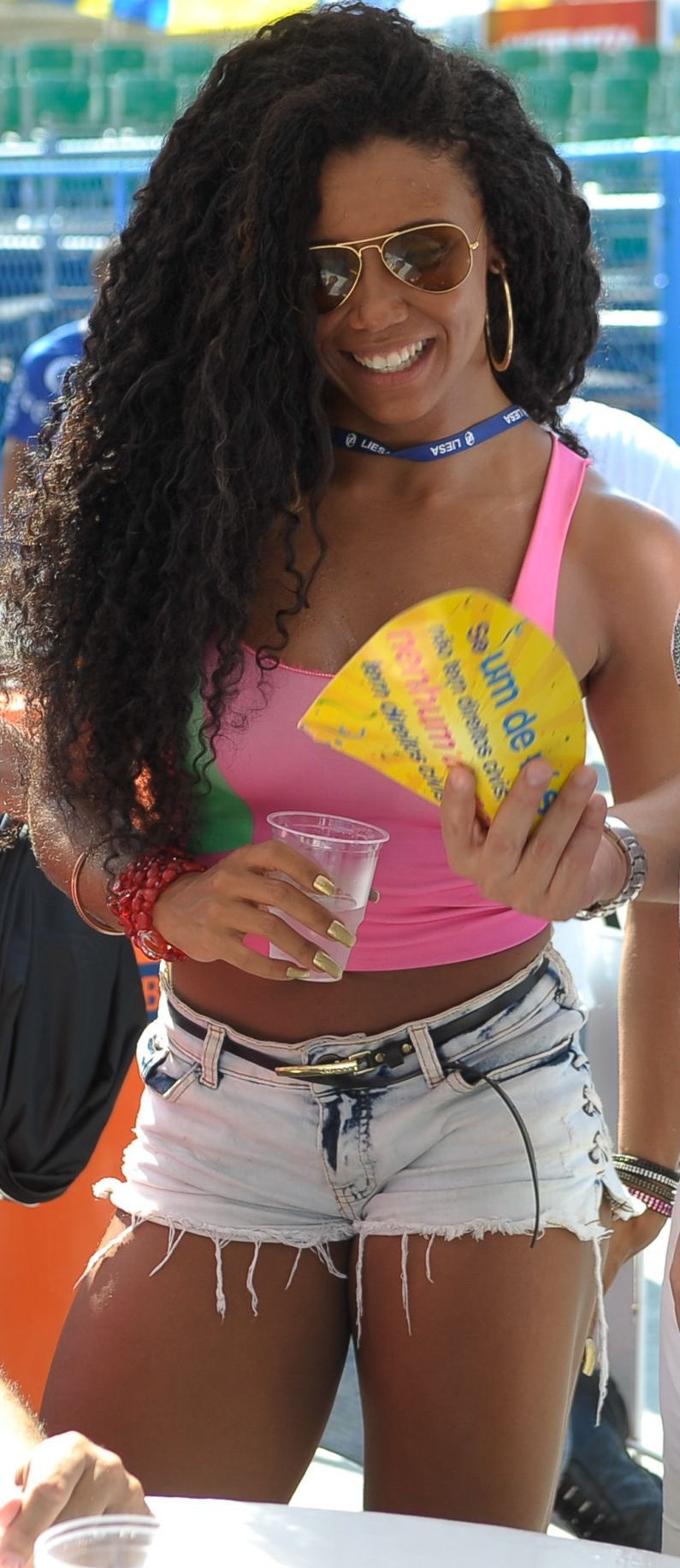
L'actuelle reine de la batterie de la Mangueira, Evelyn Bastos, pendant la préparation du Carnaval de 2016